# Andrij Kuzmenko
Andrij Viktorovič Kuzmenko (ukrajinsko Андрі́й Ві́кторович Кузьме́нко), psevdonim — Kuzma Skrjabin (Кузьма Скрябін), ukrajinski pevec, skladatelj, pesnik, pisatelj, TV voditelj, producent in igralec, * 17. avgust 1968, Sambir, Lvovska oblast, Ukrajinska SSR, † 2. februar 2015, Lozuvatka, Dnipropetrovska oblast, Ukrajina.
Kuzmenko je bil najbolj poznan kot ustanovitelj in vodja priljubljene ukrajinske rock skupine Skrjabin. Umrl je v prometni nesreči, posmrtno mu je bila podeljena nagarada Heroj Ukrajine (2020) in Red za zasluge 1. razred (2015). Bil je častni umetnik Avtonomne republike Krim (2008).

## Biografija
Kuzmenko je bil kot edinec rojen 17. avgusta 1960 v mestu Sambir v Lvovski oblasti. V otroštvu se je njegova družina preselila v mesto Novojavorivsk (Lvovska oblast), kjer je odrastel in začel svojo umetniško pot. Kot otrok je želel postati voznik smetarskega tovornjaka. Njegova mati je bila učiteljica glasbe, oče pa inženir. Srednjo šolo je obiskoval na Novojavorivski srednji šoli št. 1. Obiskoval je tudi glasbeno šolo, kjer se je učil klavir. Na željo staršev je študiral na Lvovski nacionalni medicinski univerzi Danila Galickega, kjer je tudi dokončal študij stomatologije. Študij ga ni zanimal. Aktivno se je ukvarjal tudi z biatlonom.
Z ženo Svitlano je imel hčer Marijo Barbaro, ki je ime dobila po poljski igralki Barbari Brilski, katera je bila otroški idol Kuzmenka.

### Začetki ustvarjanja
Kuzmenko je 1983 po navdihu škotske skupine The Exploited postal navdušen nad postpunk glasbo. Ustanovil je skupino Verižna reakcija, s katero so vadili v svoji srednji šoli. 1986 se je spoprijateljil s kitaristom Volodimirjem Škondo s katerim sta začela ustvarjati glasbo in kasneje ustanovila skupino Skrjabin. 1987 sta napisala pesmi Lucky Now, Brother in Так То Вже Є (Tak, to vže je). Sprva je vse pesmi pisal v angleščini in jih nato prevedel v ukrajinščino.

### 1989-2000
1989 je uradno ustanovil skupino Skrjabin, ki je bila z njim povezana celotno življenje. Sprva so ustvarjali pesmi v žanru novi val, vendar jih niso izdali. Skupina je postala priljubljena 1994 in Kuzmenko se je moral preseliti v Kijev, da je imel dostop do boljših studijev.

### 2000—2010
Leta 2000 je Kuzmenko postal gostitelj lastne glasbene TV oddaje »Garjača simka« (Vročih sedem), ki je trajala do leta 2002. V začetku leta 2003 je Kuzmenko v sodelovanju z glasbenico Natalijo Mogilevsko postal voditel televizijskih oddaj »Šans« (Priložnost) in »Inter«, kasneje pa še oddaje »Šikanemo«. V tem času je nase prevzel tudi celotno vodenje Skrjabina, ki je v teh letih zamenjal nekatere člane. Skupina je popolnoma spremenila stil glasbe, v intervjujih je bila opazna tudi sprememba Kuzmenkovih idej.
Konec leta 2003 je Kuzmenko moral sodelovati na koncertih politične kampanje provladnega predsedniškega kandidata Viktorja Janukoviča, saj je to vključevala njegova pogodba s televizijskim kanalom, ki je ustvarjal oddajo Inter.
V začetku 2004 so bivši člani Skrjabina Kuzmenka ostro kritizirali zaradi sodelovanja pri kampanji Janukoviča - po njegovi zmagi na predsedniških volitvah 2004 so se pojavili dokazi o prirejenih volitvah, kar je sprožilo Oranžno revolucijo in ponovitev 2. kroga volitev, na katerem je tokrat zmagal protikandidat Viktor Juščenko. Dva bivša člana Skrjabina sta se na televiziji javno opravičila za sodelovanje pri kampanji in pozvala Kuzmenka naj se tudi opraviči.
Kuzmenko je več let kasneje povedal, da so mu takrat provladne sile grozile, da bo po volitvah imel težave, če ne bo govoril dobro o Janukoviču, hkrati pa tudi ni podpiral Juščenka.
Leta 2006 je Kuzmenko objavil avtobiografijo »Jaz, zmaga in Berlin«, ki je požela velik uspeh in bila večkrat ponatisnjena. 2009 je ustvaril skupino Pajuščije Trusi (Pojoče hlače) in pomagal pridobiti priljubljenost glasbeni skupini DZIDZIO iz domačega Novojavorivska. Istega leta je bil član žirije literarne nagrade »BBC-jeva knjiga leta«. 

### 2010—2015
Junija 2013 je v Vinnicji skupaj s Pavlom Tabakovim in skupino "TiK" ob spremljavi Centralne vojaške akademije oboroženih sil Ukrajine sodeloval na dobrodelnem koncertu za mednarodni dan otroka »Šola je dostopna vsem«.
Konec januarja 2014 je posnel pesem posvečeno dogodkom protestnega gibanja Evromajdan. Zapisal je, da podpira protestnike, ne pa tudi opozicije. Po ruski aneksaciji Krima in sprožitvi vojne v Donbasu, je pomagal ukrajinskim vojakom in ranjenim.
Oktobra 2014 je ustvaril svoj internetni radio »S.R.A.K.A.« - kratica za »Svoj Radio Andrija KuzmenkA«, hkrati pa v ukrajinščini pomeni rit. Na radiu je po njegovih besedah predvajal glasbo, ki jo je poslušal v avtomobilu.
Leta 2015 je bil član žirije glasbenega šova Poj kot zvezda. Umrl je nekaj tedno po snemanju zaključka šova.
Nedolgo pred smrtjo je Kuzmenko podal nekaj škandaloznih intervjujejev, v katerih je kritiziral vlado in določene uradnike ter jim želel smrt.

### Smrt
Zjutraj 2. februarja 2015 je Kuzmenko med vračanjem iz Krivega Roga, kjer je imel dan prej koncert, umrl v prometni nesreči v bližini vasi Lozuvatka v Dnipropetrovski oblasti. Po uradni različici Ministrstva za notranje zadeve je Kuzmenko umrl okoli 8:20, po besedah člana skupine Skrjabin pa okoli 7:00. UkrMedia je poročal, da je bil klic na urgentne službe zabeležen ob 6:54. Tiskovna služba državne prometne inšpekcije Ministrstva za notranje zadeve je isti dan sporočila, da je na 86. kilometru avtoceste Krivi Rog - Kropivnicki terenec Toyota Sequoia (ki ga je vozil Kuzmenko) trčil s tovornjakom za mleko GAZ-53, Kuzmenko je zaradi poškodb umrl pol ure kasneje.
V nesreči sta bili poškodovani tudi dve ženski - sopotnica Kuzmenka ter sopotnica voznika tovornjaka.
Žalovanje za Kuzmenkom je potekalo 5. februarja v Lvovu. Nato je bil pokopan v družinskem grobu na pokopališču v zaselku Brjuhoviči na obrobju Lvova. 20. maja je v Kijevu potekal spominski koncert, 21. junija pa v Lvovu.

## Družina in zasebno življenje
- Od leta 1994 je poročen s Svitlano Ivanovno Babijčuk (rojena 26. marca 1968 v Kursku), hči umetnika (slikanje na lesu) Ivana Babijčuka (1944 - 2015).[33]
- Hči Marija Barbara Andrijivna Kuzmenko (rojena 14. septembra 1997), poimenovana po poljski igralki Barbari Brilski, ki je bila Andrijev otroški idol in jo je osebno poznal.[34] Marija Barbara je doštudirala dermatologijo.
- Mati Olga Mihajlivna Kuzmenko, učiteljica klavirja na glasbeni šoli in pisateljica, je umrla 23. septembra 2023 v starosti 76 let.[35][36]

## Družbene in politične aktivnosti
Andrij je trdil, da je bil leta 2004 prisiljen izvajati koncerte v podporo predsedniškemu kandidatu Viktorju Janukoviču, ki je bil po volitvah obtožen volilne prevare.
Kasneje je Kuzmenko zavzel aktivno politično stališče, ki ga je pogosto izražal v intervjujih. Finančno je pomagal ukrajinskim borcem v vojni v Donbasu, obiskal je tudi bolnišnice, kjer so se zdravili. Obiske je komentiral, da borec potem ko je ranjen postane nezanimiv za državo in ljudi, zato je pomembno z njimi komunicirati. Andrij je pogosto kritiziral dejavnosti ukrajinskih politikov.
Kuzmenko je v več posnetkih nagovarjal poslance Vrhovne rade. V posnetkih je med vožnjo komentiral kaj vidi - predvsem je kritiziral stanje cest, slabo vzdrževanje itd. Leta 2001 je bil včlanjen v stranko »Ekipa Zimske generacije«.
S skupino Skrjabin je napisal in izdal več političnih pesmi:
- Кинули (Kinuli) - Vrgli so
- Тепла зима (Tepla zima) - Topla zima
- Дура-цензура (Dura-cenzura) - Neumna cenzura
- Руїна (Rujina) - Ruševina
- Історія (Istorija) - Zgodovina
- Я злий (Ja zlij) - Jezen sem

O sodobni rusko-ukrajinski vojni:
- Українці - Ukrajinci
- Сука-війна (Suka-vijna) - Prasica vojna
- Лист до президентів України (List do prezidentiv Ukrajini) - Pismo predsednikom Ukrajine

Demo pesmi Suka-vijna (Сука-війна - Prasica vojna) je bil posnet le nekaj dni pred Kuzmenkovo smrtjo in je bila izdana posmrtno. Leta 2020 je bila izdana nova priredba Skrjabina s pevcem Jurkeš (Юрке́ш).

## Filmografija

### Igralec
- Večeri na kmetiji blizu Dykanke, 2001 (Вечори на хуторі біля Диканьки) — kot Kuzma, Vakulin prijatelj
- Lesja+Roma, 2006 (Леся+Рома) — igra samega sebe (kameo)
- Pustna noč v Interju (2006) (Карнавальна ніч на Інтері) — igra samega sebe
- Zelo božični film, 2007 (Дуже новорічне кіно) — gost na novoletni zabavi v muzeju (kameo)
- Rdeča kapica, 2009 (Червона шапочка) — Morda brada (naveden kot Kuzma Skrjabin)

### Zahvala
- Tunel, 2006 (Штольня) — posebna zahvala Andriju Kuzmenku

## TV
- 1996 — Teritorij A (Територія А), ICTV — udeleženec
- 2005-2007 — Shikanemo (Шиканемо), Inter — gostitelj
- 2005-2006 — Domoljubne igre (Ігри патріотів), Inter — igralec
- 2010 — Izdelano v Ukrajini (Пороблено в Україні), Inter — parodija nase in avto ZAZ Lanos
- 2011 — Bitka narodov (Битва націй), ICTV — gostitelj
- 2013 — Večerni Kijev (Київ Вечірній), 1+1 — gost
- 2012-2014 — Dača (Дача), ICTV — gostitelj
- 2013-2014 — Pravljica z očkom (Казка з татом), PlusPlus — gostitelj

## Nagrade
- Heroj Ukrajine z državnim redom (17. avgust 2020, posmrtno)— za pomembne osebne zasluge pri oblikovanju nacionalnega kulturnega prostora, pomemben prispevek k razvoju nacionalne glasbene umetnosti, dolgoletno plodno ustvarjalno in javno delovanje.[45]
- Red "Za zasluge" 1. (29. oktober 2015, posmrtno) — za pomemben osebni prispevek k razvoju nacionalne kulture, bogatitvi domače glasbene umetnosti in dolgoletno plodno ustvarjalno delovanje.

## Povezava
- Uradna spletna stran skupine "Skrjabin"
- YouTube kanal Kuzmenka
- Uradni blog Andrija Kuzmenka
- Uradni video blog // LUX TV
- V spomin. Kuzma Skrjabin Projekt TSN